# Jüdisches Haus (Wanfried)

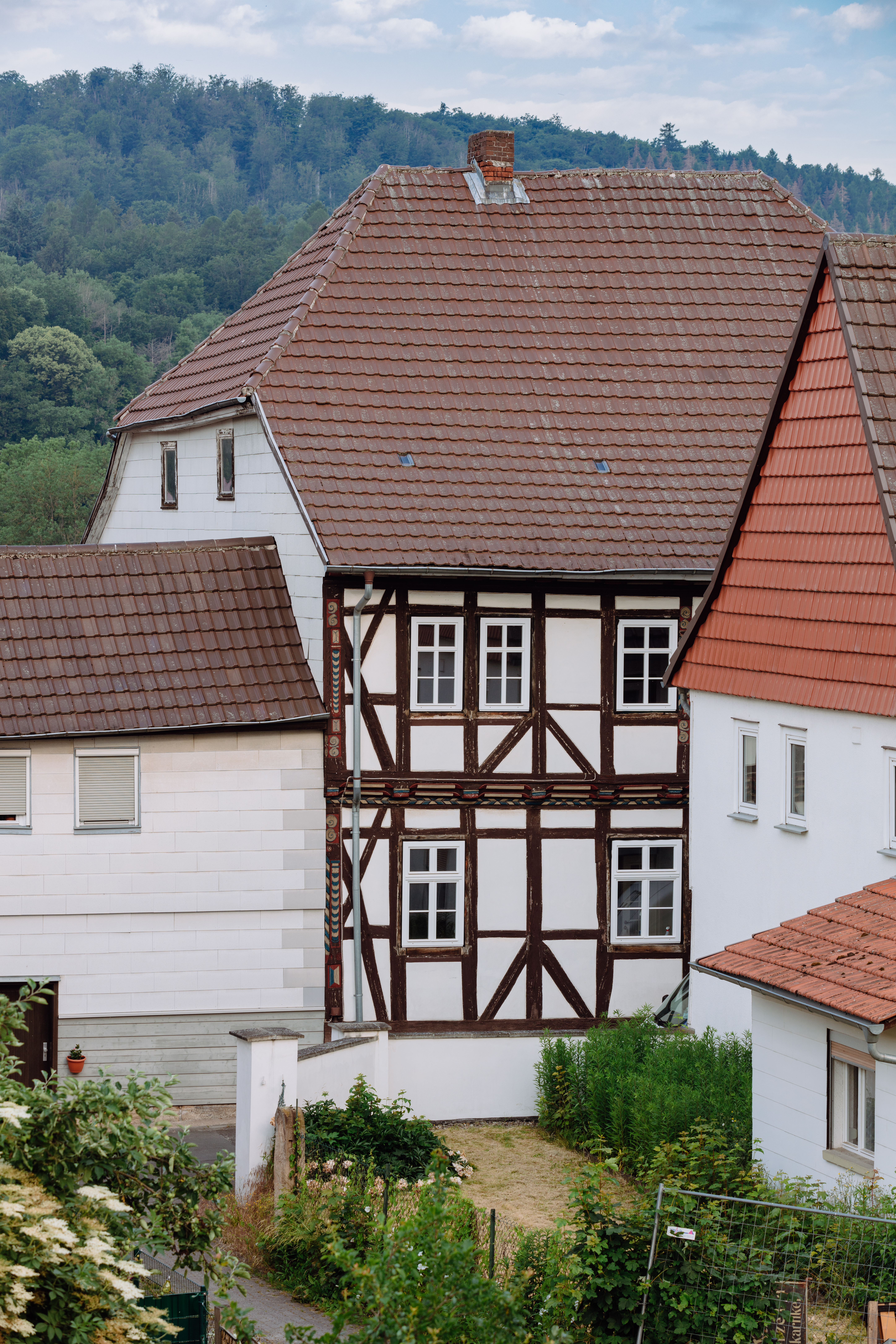
Das Jüdische Haus in der Windgasse 5 im Juni 2021.

Das Jüdische Haus in Wanfried, einer Landstadt im nordhessischen Werra-Meißner-Kreis, wurde 1620 errichtet. Das Fachwerkhaus an der Windgasse 5 ist ein geschütztes Baudenkmal.

## Geschichte
Die Juden lebten in Wanfried in einem eigenen Viertel. Das jüdische Ghetto umfasste Windgasse, Steinweg, Kleine Gasse und Vor dem Schloß. Der Landgraf von Hessen-Wanfried hatte die Juden gegen Bezahlung mit dem Judenregal (Hoheitsrecht) unter seinen Schutz gestellt.

## Beschreibung
Das Gebäude wurde 1620 von einem Juden erbaut. Der Spruch über dem Torbogen lautet übersetzt: „Das Glück möge sich vermehren, Amen. So möge es (Gottes) Wille sein. Schim`on Sohn des Kalanymos. (Dieses Haus) wurde fertiggestellt am Montag, 26. Kislew (5)381“ (= 21. Dez. 1620).
Das stattliche Kaufmannshaus ist reich verziert mit Tauband, an den Eckständern befinden sich Säulen mit Schuppenmotiven. Die Fußstreben sind mit den Eckständern verblattet. An den Schwellen und Füllhölzern befinden sich Schiffskehlen mit eingelegten Rundstäben.

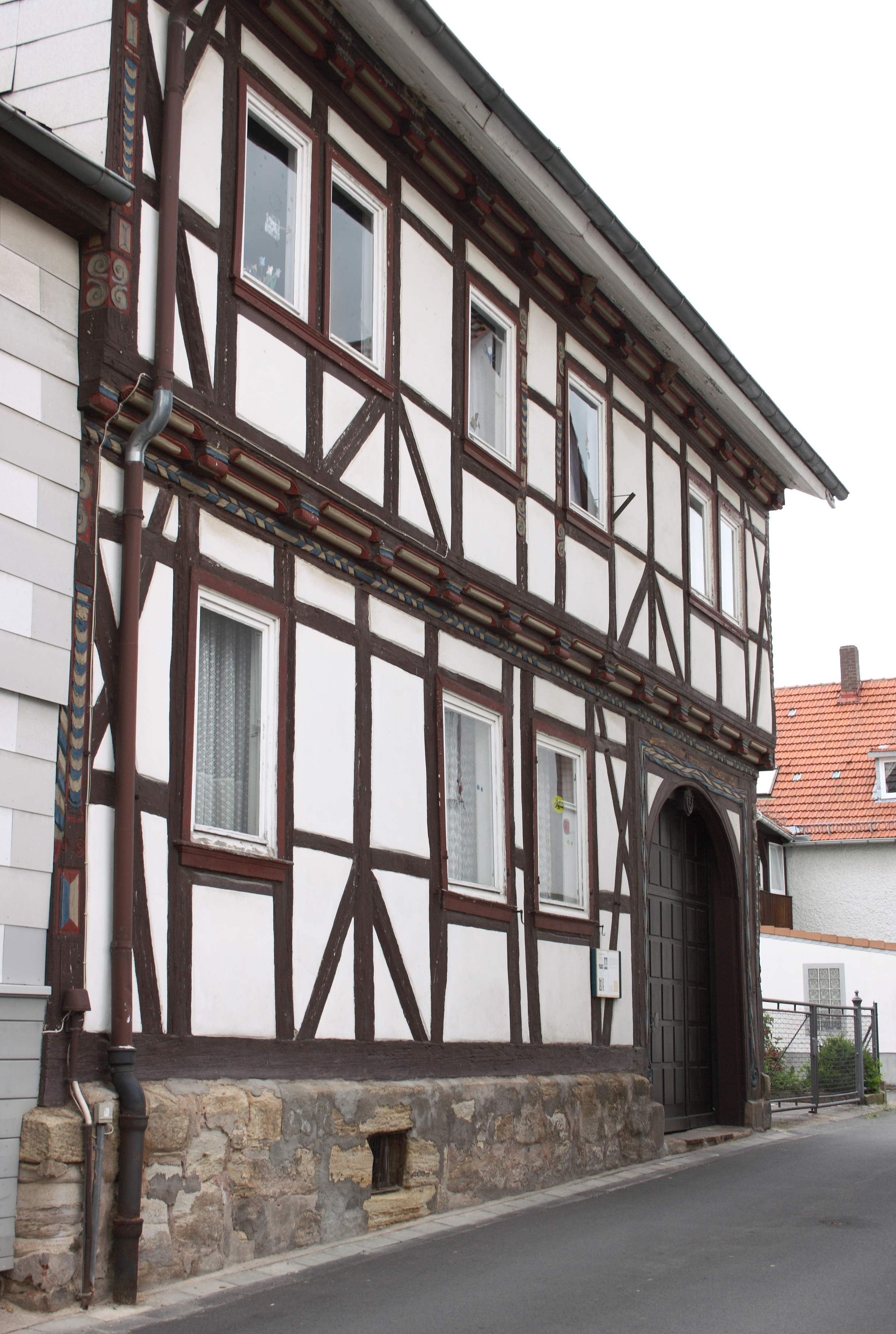
Das Jüdische Haus aus Straßensicht
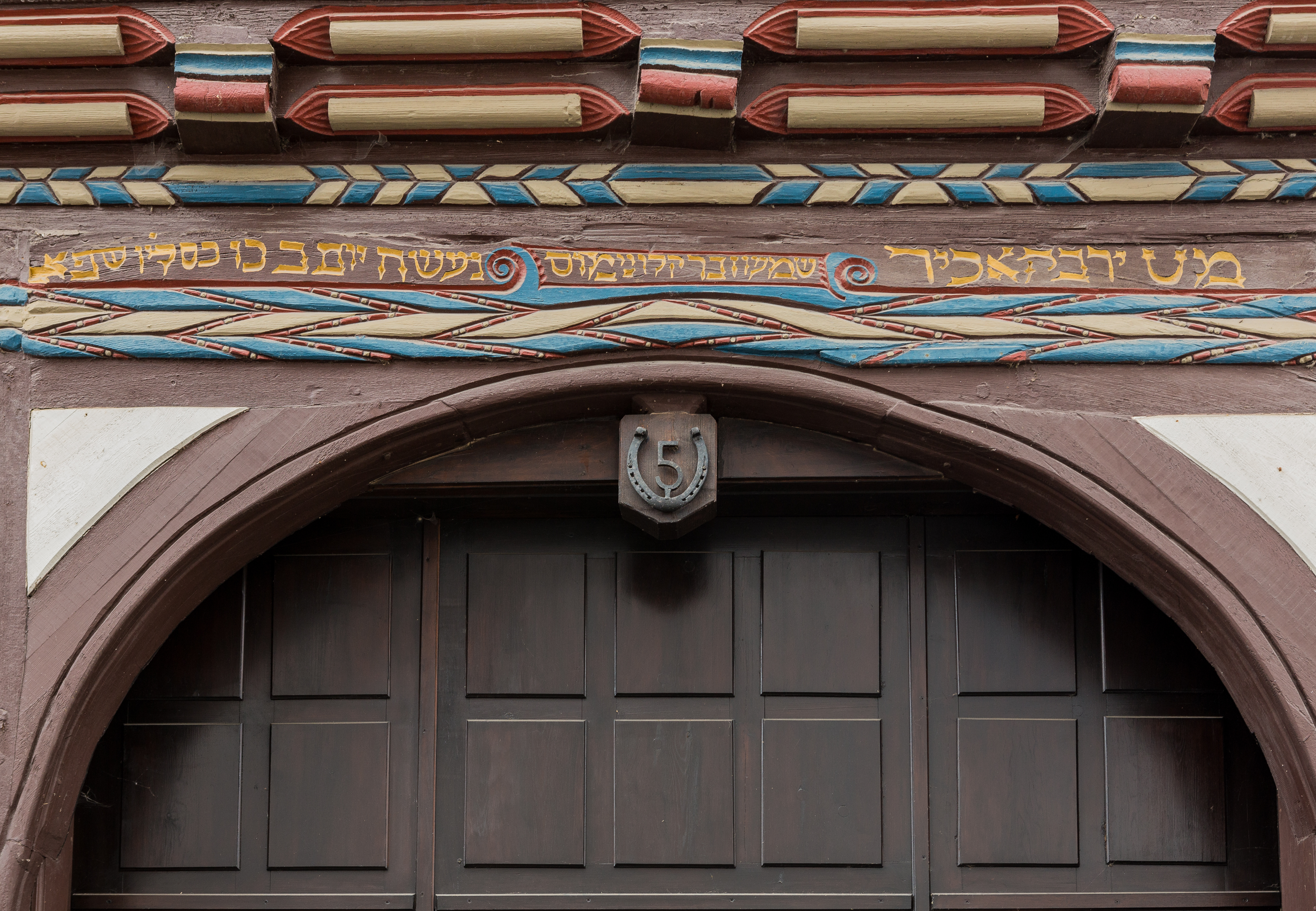
Inschrift über dem Torbogen
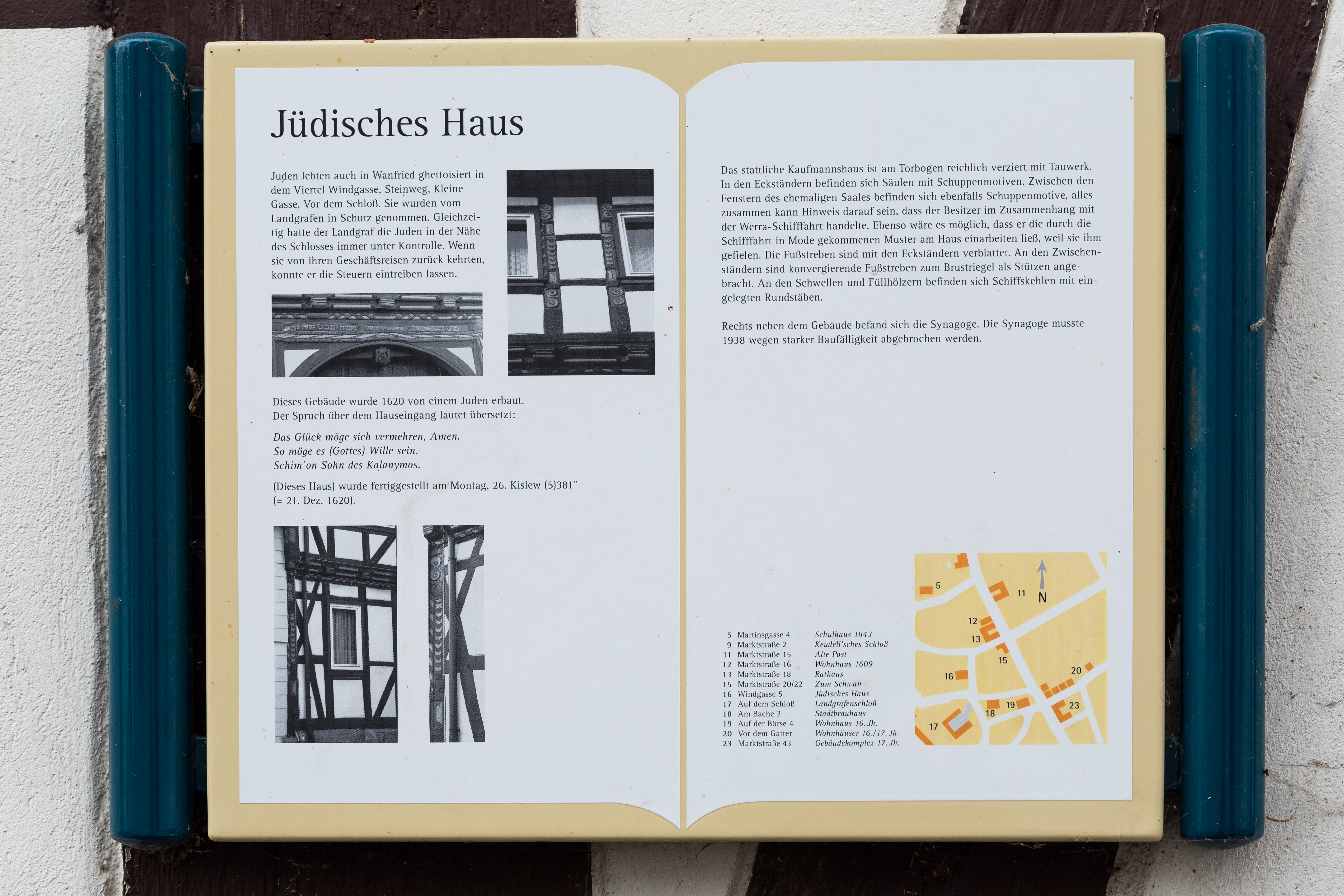
Infotafel am Jüdischen Haus
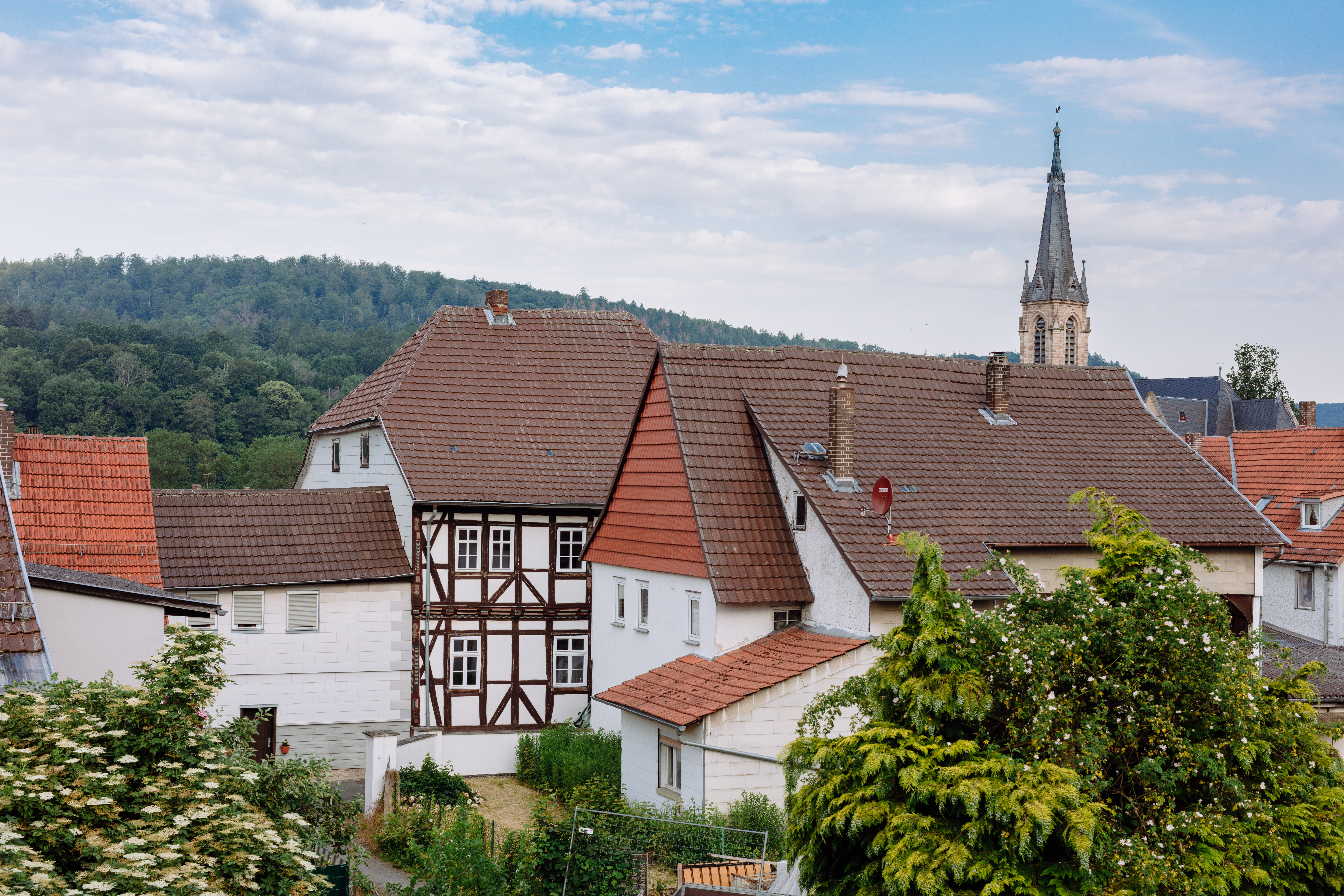
Jüdisches Haus und Evangelische Stadtkirche